# Camila Gómez
 Camila Fernanda Gómez Hernández (Buenaventura,6 de julho de 1995) é uma  voleibolista indoor colombiana, atuante na posição de líbero, com marca de alcance de 263 cm no ataque e 260 cm no bloqueio.

## Carreira
Em 2010 representou o país na edição do Campeonato Sul-Americano Infantojuvenil cidades peruanas de Tarapoto e Tacna quando finalizou na quinta posição, no mesmo ano disputou o Campeonato Sul-Americano Juvenil nas cidades de  Envigado e Itagüí, terminando na quarta colocação e premiada como melhor líbero da competição e conquistou o título da II Copa Federación de Voleibol de 2012 sediada em Lima.
Em 2013 fazia parte do elenco juvenil quando disputou por seu país a Copa Pan-Americana , categoria adulto, nas cidades peruanas de  Lima, Callao, Iquitos e Huacho, finalizando na nona posição, no mesmo ano conquistou pelo elenco juvenil o título da quinta edição da Copa Latina, organizada pela Federação Peruana de Voleibol sendo premiada como melhor jogadora,  melhor defesa, melhor recepção e melhor líbero do torneio.No mesmo ano conquistou a medalha de bronze na Copa Pan-Americana Juvenil sediada em Havana e foi premiada como melhor recepção
 e disputou o Campeonato Mundial Juvenil no mesmo ano em Brno finalizando na décima terceira posição.
Na temporada 2013-14 transferiu-se para o clube romeno CSU Târgu Mureș e disputou a Challenge Cup de 2014 terminando na nona posição e na Liga A1 Romena de 2013-14 terminou na quarta posição.
Em 2014 disputou Campeonato Sul-Americano Sub-22, primeira edição da categoria Sub-22, mais tarde  Sub-23,  sediada em Popayán e conquistou a medalha de prata e foi a melhor líbero do campeonato.Depois conquistou a medalha de prata na Copa Pan-Americana Sub-23 realizada nas cidades de Ica e Chincha Alta em 2014 e foi premiada como a melhor defesa, melhor recepção e melhor líbero e terminou na sexta posição na edição dos Jogos Centro-Americanos de Veracruz. 
Em 2015 conquistou o bronze do Terceiro Grupo do Grand Prix de Voleibol.Passou a competir pelo time Liga Vallecaucana de Voleibol e terminou na terceira posição na Liga Colombiana.Disputou o Campeonato Mundial Sub-23 em Ankara e terminou na nona posição.Pela seleção principal disputou a edição do Campeonato Sul-Americano disputado em Cartagena conquistando a medalha de bronze e foi premiada como a melhor líbero da competição. 
Na jornada de 2016 representou seu país no Grand Prix terminando na quarta posição no Terceiro Grupo, e no mesmo ano obteve o vice-campeonato no Campeonato Sul-Americano Sub-23 em Lima e foi premiada como melhor líbero.Ingressou na Miami Dade College e defendeu o time de voleibol desta instituição, destacando-se como e melhor atleta de defesa da semana pela Florida College System Activities Association (FCSAA) e conquistou o título do Campeonato Estadual da FCSAAentrando para o primeiro time da Conferência Sul com índices de 25 defesas em 11 jogos ena quarta posição no Campeonato  NJCAA  com percentual de 6,94 defesas por set, sendo campeão da edição do Campeonato National Junior College Athletic Association de 2016.
Em 2017 foi homenageada pela Miami Dade College conquistou o título do Campeonato Estadual da Conferência do Sule entrou para seleção do campeonato pela FCSAA [46] e obteve segundo título nacional consecutivo da NJCAA de invicta com 34 vitórias, entrando também para a seleção do campeonato.Pela seleção principal conquistou a medalha de prata no Campeonato Sul-Americano de Cáli e foi premiada como melhor líberoe alcançou o vice-campeonato na Challenger Cup.
Em 2019 disputou a Copa Pan-Americana em Chiclayo e Trujillo conquistando a medalha de bronze sendo premiada como melhor defesa.Na edição dos Jogos Pan-Americanos de Lima em 2019 alcançou a inédita medalha de prata e foi premiada como a melhor líbero

## Títulos e resultados
- Grand Prix (Terceiro Grupo):2015
- Grand Prix (Terceiro Grupo):2016
- Campeonato Sul-Americano Juvenil:2010[2]
- Copa Latina Juvenil:2013[5]
- Copa Federación Peruana:2012[3]
- Liga A Colombiana:2015
- Liga A1 Romena:2013-14[11]
- Campeonato Nacional Universitário NJCAA:2016[23] e 2017
- Campeonato Estadual Universitário FCSAA:2016
- Conferência  Sul FSCAA Divisão I:2017

## Premiações individuais
- Melhor Líbero dos Jogos Pan-Americanos de 2023
- Melhor Líbero dos Jogos Pan-Americanos de 2019[33]
- Melhor Defesa da Copa Pan-Americana de 2019[32]
- Melhor Líbero do Campeonato Sul-Americano de 2017[28]
- Melhor Líbero do Campeonato Sul-Americano de 2015[16]
- Melhor Defesa da Copa Pan-Americana Sub-23 de 2014[13]
- Melhor Recepção da Copa Pan-Americana Sub-23 de 2014[13]
- Melhor Líbero da Copa Pan-Americana Sub-23 de 2014[13]
- Melhor Líbero do Campeonato Sul-Americano Sub-23 de 2016[17]
- Melhor Líbero do Campeonato Sul-Americano Sub-22 de 2014[12]
- Melhor Recepção da Copa Pan-Americana Sub-20 de 2013
- Melhor Recepção da Copa Pan-Americana Juvenil de 2013[7]
- MVP da Copa Latina Juvenil de 2013[5]
- Melhor Líbero da Copa Latina Juvenil de 2013[5]
- Melhor Defesa da Copa Latina Juvenil de 2013[5]
- Melhor Recepção da Copa Latina Juvenil de 2013[5]
- Melhor Líbero do Campeonato Sul-Americano Juvenil de 2010[2]